# 永北镇
永北镇，是中华人民共和国云南省丽江市永胜县下辖的一个乡镇级行政单位。

## 行政区划
永北镇下辖以下地区：
西南街社区、东北街社区、胜利社区、凤鸣社区、文化社区、凉水社区、灵源社区、南华社区、中和村、兴营村、大厂村和黎明村。